# Нереди у Лос Анђелесу
Нереди у Лос Анђелесу 1992. године, који се понекад називају немири Роднија Кинга или устанак у Лос Анђелесу 1992. године,су били серија нереда и грађанских немира који су се догодили у Лос Анђелесу у периоду од 29. априла 1992. до 4. маја 1992. Немири су почели у Јужно-Централном делу Лос Анђелеса, након што је порота ослободила четири полицајца полиције Лос Анђелеса (LAPD) оптужених за употребу прекомерне силе приликом хапшења и премлаћивања Роднија Кинга. Овај инцидент је снимљен и нашироко приказан у телевизијским емисијама.
Нереди су се десили у неколико области,градској области Лос Анђелеса док су хиљаде људи побуниле шест дана након објављивања пресуде. Током нереда догодила се распрострањена пљачка, напади и паљевине, које су локалне полицијске снаге имале потешкоћа да контролишу. Ситуација у области Лос Анђелеса решена је тек након што су Национална гарда Калифорније, војска Сједињених Држава и неколико федералних агенција за спровођење закона распоредили више од 5.000 савезних војника да помогну у окончању насиља и немира.
Када су немири окончани, 63 особе су убијене, 2.383 је повређено, више од 12.000 је ухапшено, а процена имовинске штете износила је преко милијарду долара. Корејска четврт, која се налази северно од јужног централног Лос Анђелеса, била је непропорционално оштећена. Велики део кривице за екстензивну природу насиља приписан је шефу полиције LAPD-а Дерилу Гејтсу, који је већ најавио своју оставку у време нереда, због неуспеха у деескалацији ситуације и општег лошег управљања.

## Обнова Лос Анђелеса
После три дана паљења и пљачке, око 3.767 зграда је погођено и оштећено,а имовинска штета је процењена на више од милијарду долара. Донације су дате за помоћ у храни и лековима. Канцеларија државног сенатора Дајан Е. Вотсон обезбедила је лопате и метле волонтерима из целе заједнице који су помагали у чишћењу. Тринаест хиљада полицајаца и војног особља било је у патроли, штитећи нетакнуте бензинске пумпе и продавнице хране; поново су се отворили заједно са другим пословним областима као што су турнеја Универсал Студиос, плесне сале и барови. Многе организације су иступиле да поново изграде Лос Анђелес; Операција "Нада" из "Саут Централ и Саигу и КЦЦД" (Корејске цркве за развој заједнице) из Кореатауна, сви су прикупили милионе за поправку разарања и побољшање економског развоја. Певач Мајкл Џексон је „донирао 1,25 милиона долара за покретање здравствене службе за децу из центра града“. Председник Џорџ Х. В. Буш потписао је декларацију о катастрофи; активирао је савезне напоре за помоћ жртвама пљачке и пожара, што је укључивало грантове и јефтине зајмове за покривање њихових имовинских губитака. Програм "Ребилд ЛА" обећао је 6 милијарди долара приватних инвестиција за отварање 74.000 радних места. Већина локалних продавница никада није обновљена. Власници продавница су имали потешкоћа да добију кредите; појавили су се митови о граду или бар одређеним квартовима који обесхрабрују инвестиције и спречавају раст запослености.Неколико планова обнове је спроведено, а пословни инвеститори и неки чланови заједнице одбили су Јужни Лос Анђелес